# هیروشیگه یاناگیموتو
هیروشیگه یاناگیموتو (به انگلیسی: Hiroshige Yanagimoto) بازیکن فوتبال اهل ژاپن و عضو تیم ملی فوتبال ژاپن است که در تاریخ ۰۸ ژانویه ۱۹۹۵ میلادی اولین بازی ملی‌اش را انجام داد. او در ۳۰ بازی ملی حضور داشت و آخرین بازی ملی خود را در تاریخ ۲۷ مارس ۱۹۹۷ میلادی انجام داد. هیروشیگه یاناگیموتو در بازی‌های ملی‌اش
گلی به ثمر نرساند.